# 西表野生生物保護センター

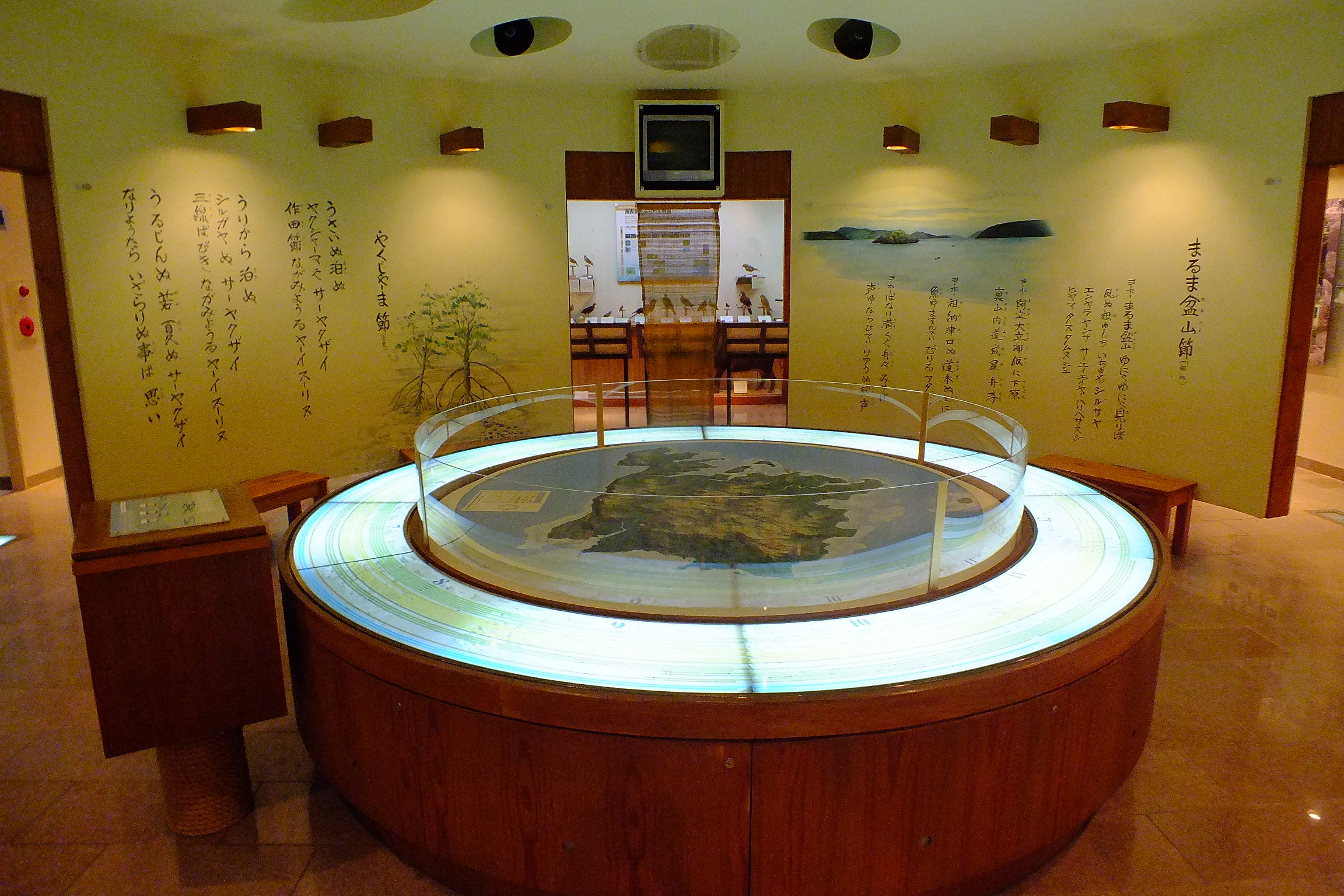
第1展示室（リニューアル前）

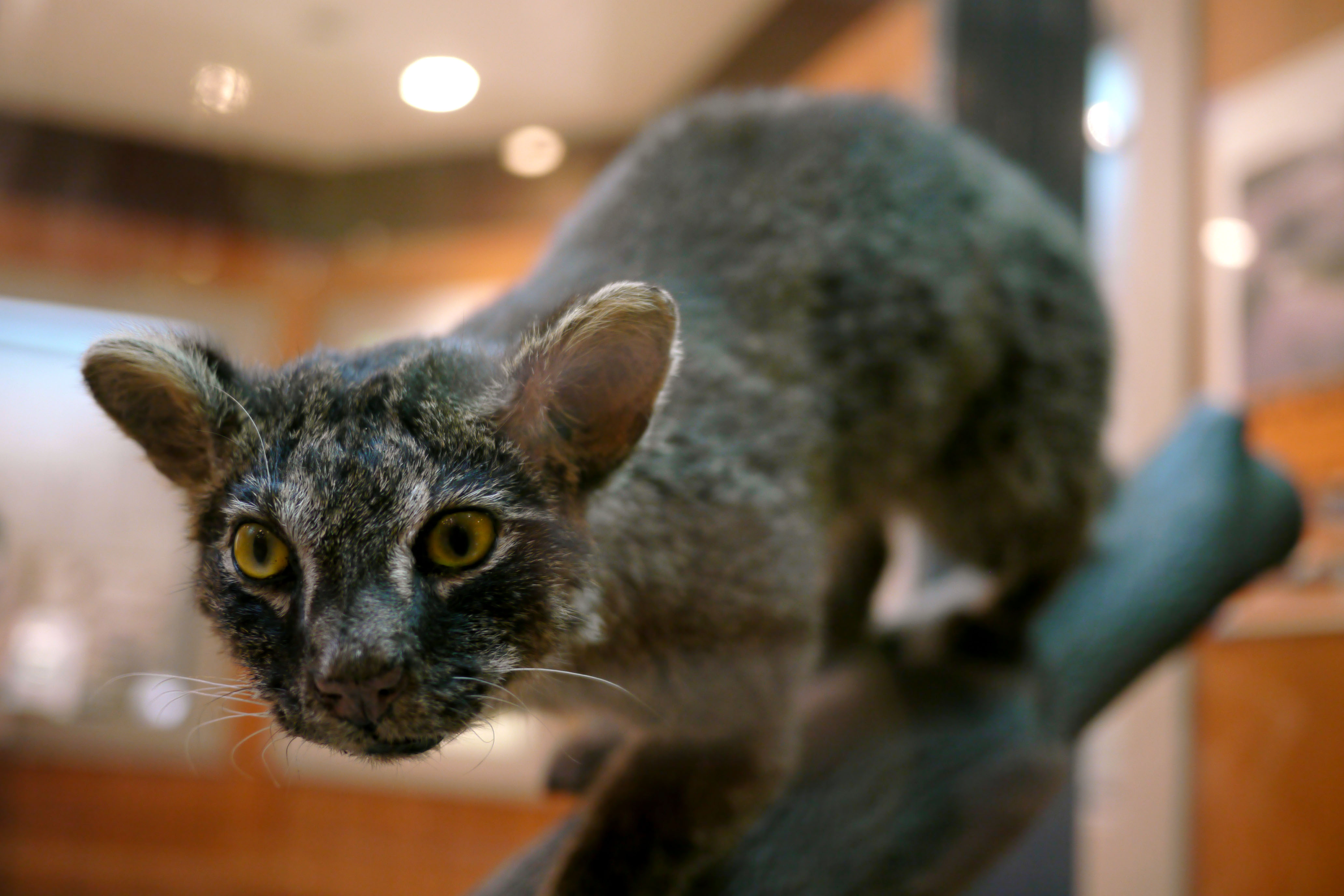
イリオモテヤマネコ「よん」の剥製

西表野生生物保護センター（いりおもてやせいせいぶつほごセンター、Iriomote Wildlife Conservation Center）は、沖縄県八重山郡竹富町にある野生生物保護センターである。

## 概要
野生生物保護センターは、環境省が種の保存法に基づき希少野生動植物種の保護を目的として設置する施設であり、イリオモテヤマネコ等の希少野生生物の保護増殖活動や調査・研究、普及啓発活動を行っている。敷地面積6,662m2、延床面積704m2、鉄筋コンクリート構造2階建て。本センターの施設内には、環境省の西表自然保護官事務所も設けられている。
1995年7月12日に開設。2021年12月11日から一般向け展示施設を閉館して全面改修を行い、2022年7月11日にリニューアルオープンした。
本センターでは、一般向け展示のほか、交通事故に遭ったイリオモテヤマネコの保護等も行っている。1996年8月6日に保護されたイリオモテヤマネコの「よん」（個体識別番号W-48）は、事故の後遺症が残り野生復帰が困難であったため、2011年4月9日に死亡するまで飼育下では最長の14年8ヶ月にわたって本センターで飼育され、センター内のモニターではライブ映像が放映された。

## 主な展示・施設
- ようこそ西表島
- イリオモテヤマネコと豊かな生物多様性 - 「山」、「山奥」、「人里」、「海」のコーナーごとに生息する生物の剥製や写真を展示。イリオモテヤマネコやカンムリワシに関する展示も行われている。
- 野生動物をまもる取り組み - 環境省や関連機関の取り組みを紹介するパネル等を展示。島内の道路でのイリオモテヤマネコとの事故回避を目指すドライビングシミュレーターも設置されている。
- なかゆくい西表ライブラリー
- レクチャールーム[5][11]

## 施設概要
- 開館時間 10:00-17:00
- 入館料 無料
- 休館日
  - 月曜（月曜が祝日の場合は火曜も休館）
  - 祝日（子どもの日（5月5日）、文化の日（11月3日）を除く）
  - 慰霊の日（6月23日）
  - 年末年始（12月29日-1月3日）[12]

## 交通
- 車
  - 大原港（仲間港）より県道215号で約15分。「野生生物保護センター」の看板を左折。
  - 上原港（船浦港上原地区）より県道215号で約45分。「野生生物保護センター」の看板を右折。
- バス - 西表島交通「野生生物保護センター」停留所下車。徒歩約10分（約700m）[13]。